# Virey
Virey – miejscowość i dawna gmina we Francji, w regionie Normandia, w departamencie Manche. W 2013 roku jej populacja wynosiła 1087 mieszkańców. 
1 stycznia 2016 roku połączono 3 wcześniejsze gminy: Saint-Hilaire-du-Harcouët, Saint-Martin-de-Landelles oraz Virey. Siedzibą gminy została miejscowość Saint-Hilaire-du-Harcouët, a nowa gmina przyjęła jej nazwę. 
W Virey urodził się Georges-Hilaire Dupont, francuski duchowny rzymskokatolicki posługujący w Czadzie, w latach 1964–1975 biskup Pala.